# Жюссьё (станция метро)
«Жюссьё» (фр. Jussieu) — пересадочный узел линий 7 и 10 Парижского метрополитена. Открыта 26 апреля 1931 года, находится в V округе Парижа.

## История
Название станции дано по ближайшей улице — рю Жюссьё, которая, как и многие улицы вокруг Сада растений, носит имя ботаников и естествоиспытателей, в данном случае — французской династии биологов Жюссьё.
Первоначальное название «Jussieu — Halle-aux-vins»; вторая часть означает небольшой винный рынок, созданный Наполеоном I. После того, как в 1950-е годы он был перенесён и на его месте открыт кампус Жюссьё, название было упрощено до нынешнего.
В 1975 году обе пересадочные станции были переоблицованы кафелем в стиле большинства прочих парижских станций. Впервые был применён плоский кафель вместо выпуклого.
Пассажиропоток пересадочного узла по входу в 2011 году, по данным RATP, составил 4 112 862 человека. В 2013 году в оба зала пересадочного узла вошли 4 202 204 пассажира (115 место по уровню входного пассажиропотока в Парижском метро).

## Достопримечательности
Вблизи станции метро «Жюссьё» расположены:
- Кампус Жюссьё (Университет имени Пьера и Марии Кюри и Парижский институт геофизики)
- Сад растений
- Арены Лютеции
- Национальный музей естественной истории
- Институт арабского мира

## Пересадка на наземный транспорт
Автобусы 67, 89